# 대전변동중학교
대전변동중학교(大田邊洞中學校)는 대한민국 대전광역시 서구 변동에 있는 공립 중학교이다.

## 학교 연혁
- 1983년 11월 4일 : 대전변동중학교 설립 인가(학년당 12학급)
- 1984년 3월 8일 : 개교 및 입학식(남 6학급, 여 6학급)
- 2023년 12월 19일 : 13학급 배정 인가(13학급 편성)
- 2024년 1월 29일 : 제38회 졸업식 (115명, 총 13,641명)
- 2024년 3월 1일 : 제17대 임경훈 교장 취임
- 2024년 3월 4일 : 제41회 입학식 (남 35명, 여 43명 총 78명)

## 참고 자료
- 대전변동중학교 - 한국교육학술정보원 학교알리미